# Guðbergur Bergsson
Guðbergur Bergsson (ur. 16 października 1932 w Grindavíku, zm. 4 września 2023) – islandzki pisarz.
Ukończył studia na Uniwersytecie Islandzkim na kierunku pedagogika, a następnie na Uniwersytecie Barcelońskim na kierunku literatura i historia sztuki. Nigdy nie pracował jako nauczyciel, jednak zajmował się tłumaczeniem literatury hiszpańskojęzycznej. Jest najbardziej znanym tłumaczem tejże w Islandii.
Dwukrotny laureat Islandzkiej Nagrody Literackiej. W 2004 zdobył Nagrodę Nordycką Akademii Szwedzkiej.
Guðbergur pisał głównie powieści łączące elementy realizmu, surrealizmu i absurdu oraz opowiadania.

## Dzieła
- Músin sem læðist, 1961
- Tómas Jónsson, metsölubók, 1966
- Ástir samlyndra hjóna, 1967
- Anna, 1968
- Það sefur í djúpinu, 1973
- Hermann og Dídí, 1974
- Það rís úr djúpinu, 1976
- Saga af manni sem fékk flugu í höfuðið, 1979
- Sagan af Ara Fróðasyni og Hugborgu konu hans, 1980
- Hjartað býr enn í helli sínum, 1982
- Leitin að landinu fagra, 1985
- Froskmaðurinn, 1985
- Svanurinn, 1991
- Sú kvalda ást sem hugarfylgsnin geyma, 1993
- Ævinlega, 1994
- Lömuðu kennslukonurnar, 2004
- Leitin að barninu í gjánni – Barnasaga ekki ætluð börnum, 2008